# Hacıhasanlar, Nallıhan
Hacıhasanlar là một xã thuộc huyện Nallıhan, tỉnh Ankara, Thổ Nhĩ Kỳ. Dân số thời điểm năm 2011 là 18 người.